# Infiltratiemarketing
Bij infiltratiemarketing is een vorm van marketing waarbij het niet meteen duidelijk welk bedrijf of merk achter het nieuwe product of de nieuwe dienst zit. Dit wordt meestal gedaan als een soort van marktonderzoek waarbij het bedrijf hun betrokkenheid pas bekendmaakt als het het product of de dienst door de markt wordt geaccepteerd en het stilletjes laat verdwijnen mocht het een mislukking zijn.
De intentie van infiltratiemarketing hoort niet zijn om consumenten te bedriegen of op het verkeerde been te zetten. Het idee erachter is om als merk éérst te kunnen observeren of een bepaalde propositie aanslaat bij early adopters, door bijvoorbeeld mond tot mond reclame te analyseren. Zodra het merk ziet dat de propositie aanslaat zal het bekend kunnen maken dat het er als initiator achterzit en heeft meegeholpen om er een succes van te maken met behulp van kennis, faciliteiten of geld. Het is daarbij een voorwaarde dat de nieuwe propositie een relevante / logische relatie heeft met het infiltrerende merk. 
Een voorbeeld: Een telecombedrijf heeft 'beeldbellen' als propositie. Ze ontdekt dat loopbaancoaches deze specifieke propositie inzetten bij het uitoefenen van hun beroep. Het telecombedrijf stimuleert dit door bij de toepassing specifieke beeldbel-software te leveren die de coaches gebruiken in hun werk. In ruil hiervoor spreekt het telecombedrijf af dat zij de aldus gestimuleerde nieuwe propositie mag communiceren als 'powered by' of 'in association with', en pas als ze ziet dat deze daadwerkelijk door de markt wordt geaccepteerd.